# Viticoltura in Belgio
La viticoltura in Belgio ha una tradizione crescente, soprattutto negli ultimi decenni, dopo un lungo periodo di marginalità legato alla presenza di condizioni climatiche e politiche sfavorevoli. Nonostante il Belgio sia storicamente più noto per la sua produzione di birra, negli ultimi anni il paese ha visto un aumento della produzione vinicola grazie a un miglioramento delle tecniche agricole e alla crescente attenzione verso la qualità.

## Storia
La viticoltura in Belgio risale all'epoca romana, ma il vero sviluppo della viticoltura avvenne nel Medioevo grazie all'influenza dei monaci cistercensi che piantarono vigneti nelle regioni meridionali del paese. Tuttavia, a partire dal XVII secolo, le difficoltà legate al clima freddo e alle malattie delle piante portarono a una drastica diminuzione della superficie vitata. Solo a partire dalla fine del XX secolo, con l'introduzione di nuove tecniche di coltivazione e vitigni più resistenti, la viticoltura belga ha conosciuto una nuova crescita accompagnata anche da un maggiore interesse per la qualità dei vini prodotti.

## Clima
Il Belgio presenta un clima temperato, con inverni freddi e estati fresche. La posizione geograficamente settentrionale e l'influenza del mare del Nord fanno sì che il clima non sia ideale per la viticoltura tradizionale, ma negli ultimi anni, a causa dei cambiamenti climatici, le temperature medie sono aumentate permettendo una maturazione migliore delle uve. Le gelate tardive in primavera e la pioggia frequente in estate sono sfide comuni per i viticoltori, ma la crescente attenzione all'uso di vitigni più resistenti e alle tecniche moderne ha contribuito a migliorare la qualità delle uve.

## Regioni vitivinicole
Le principali regioni vitivinicole del Belgio si trovano nelle zone meridionali del paese, in particolare nelle province di Limburgo, Brabante Fiammingo e Liegi. Queste aree si trovano vicino alla frontiera con la Francia e i Paesi Bassi e beneficiano di microclimi favorevoli per la viticoltura.
Le colline di Rendeux (nel Brabante Fiammingo) e la zona intorno a Huy (nel Liegi) sono conosciute per la loro produzione di vini bianchi freschi e aromatici. Inoltre, il Limburgo, con i suoi terreni calcarei, è considerato una delle regioni più promettenti per la viticoltura in Belgio.

## Vitigni
I vitigni coltivati in Belgio sono principalmente varietà resistenti al freddo e alle malattie. I vitigni bianchi più comuni includono Chardonnay, Pinot Bianco, Riesling e Pinot Grigio mentre tra i rossi sono coltivati varietà come Pinot Nero, Dornfelder e Regent. Inoltre, alcuni viticoltori belgi sperimentano con varietà ibride che sono più adattabili alle condizioni climatiche locali.

## Vini
La produzione vinicola belga si concentra principalmente su vini bianchi, ma negli ultimi anni sono aumentati anche i vini rossi e rosati. Tra i principali tipi di vino prodotti ci sono:
- Vini bianchi: freschi, aromatici e leggermente fruttati, spesso con note di agrumi e fiori. Questi vini sono spesso il risultato di vitigni come Chardonnay e Pinot Bianco.
- Vini rossi: generalmente più leggeri rispetto a quelli delle regioni vinicole più calde, ma comunque ricchi di sapore, con note di frutti rossi e tannini morbidi.
- Vini spumanti: alcune cantine belghe producono vini spumanti con metodi tradizionali, molto simili allo champagne francese, utilizzando varietà di uve come il Pinot Nero e lo Chardonnay[1].

## Normative
La produzione di vino in Belgio è regolata da normative che si adattano agli standard europei pur essendo un settore ancora in fase di sviluppo. La viticoltura belga è tutelata dalla legge comunitaria in termini di qualità e tracciabilità del prodotto e i vini possono essere certificati con denominazioni di origine controllata (DOC). Tuttavia, la maggior parte dei vini belgi non rientra ancora in un sistema DOC consolidato come quello che si trova in altri paesi europei.
Le autorità locali e regionali offrono supporto ai viticoltori attraverso incentivi per la ricerca e lo sviluppo di pratiche sostenibili e l'adozione di nuove tecniche di coltivazione. Alcuni viticoltori belgi stanno anche sperimentando metodi biodinamici e biologici per migliorare la qualità e l'impatto ambientale della viticoltura.